# Limnophora pulchriceps
Limnophora pulchriceps är en tvåvingeart som först beskrevs av Friedrich Hermann Loew 1860.  Limnophora pulchriceps ingår i släktet Limnophora och familjen husflugor. Inga underarter finns listade i Catalogue of Life.